# Oddworld : L'Odyssée d'Abe
Vous lisez un « bon article » labellisé en 2007.
Pour les articles homonymes, voir Odyssée (homonymie).
Oddworld : L'Odyssée d'Abe (Abe's Oddysee en version originale) est un jeu vidéo sorti le 19 septembre 1997 sur PlayStation et le 31 octobre de la même année sur DOS et Windows. Développé par Oddworld Inhabitants et édité par GT Interactive, c'est le premier jeu de la « pentalogie » Oddworld, qui inclut également L'Exode d'Abe, L'Odyssée de Munch et La Fureur de l'étranger. Ce jeu a reçu plusieurs récompenses. Au Japon, le jeu est sorti sous le nom Abe a GoGo, édité par SoftBank sur PlayStation, le 11 décembre 1997, avant une version PC sortie le 23 février 2001. Le 20 décembre 2010 sort sous le nom de « The Oddboxx » une compilation contenant les deux premiers jeux Oddworld sortis sur PlayStation et PC, ainsi qu'une version pour PC des jeux L'Odyssée de Munch et La Fureur de l'étranger disponible uniquement via la plate-forme de téléchargement Steam.
Le jeu est centré sur l'aventure d'Abe, un esclave Mudokon travaillant à RuptureFarms, abattoir et usine de viande sur Oddworld. Lorsqu'il découvrit que lui et les siens étaient condamnés à mourir des mains de leur terrible maître (le Glukkon Molluck), il décida de s'enfuir, puis d'aider ses compatriotes à quitter l'usine en vie. Le joueur doit diriger Abe et s'échapper de RuptureFarms, avant d'assumer la difficile mission de sauver tous les esclaves retenus dans la sinistre usine.
Le gameplay est basé sur un moteur de jeu baptisé A.L.I.V.E. (abréviation signifiant Aware Lifeforms In Virtual Entertainment), axé, comme son nom l'indique, sur une intelligence artificielle très développée pour les différentes créatures du jeu et sur diverses interactions possibles, au-delà du simple rapport ami/ennemi. Ce système est couplé avec le Gamespeak, palette de répliques permettant de donner des ordres à d'autres créatures. Le jeu se caractérise également par le fait que l'écran soit vierge d'indications comme on peut en retrouver dans d'autres jeux du même genre, comme la jauge d'énergie, le nombre de vies restant, le nombre d'alliés secourus, etc.
Le jeu a reçu de nombreuses critiques positives, notamment pour la qualité de ses graphismes, son gameplay innovant et ses cinématiques. En revanche, le système de sauvegarde fut critiqué, notamment à cause de l'impossibilité de sauvegarder ailleurs qu'aux rares points de contrôle.
Un remake du jeu titré « Oddworld: New 'n' Tasty! », développé par Just Add Water, est sorti en 2014.

## Trame

### Univers
L'aventure se déroule dans le monde d'Oddworld (littéralement « Monde étrange » en anglais), une vaste planète abritant une multitude d'êtres vivants de toutes sortes. C'est sur le continent de Mudos qu'Abe et les Mudokons vivent. Les peuples intelligents de la planète se divisent sommairement en deux « civilisations », chacune ayant sa propre philosophie : les industriels, exploitant la planète à outrance dans le but de faire du profit, et les naturels, qui souhaitent vivre en communion avec la nature et les créatures sauvages et souvent dangereuses d'Oddworld.

Le parcours se sépare donc entre ces deux univers distincts, schéma que l'on retrouve dans les autres épisodes de la série, dans des proportions équivalentes.
L'humour est omniprésent et contribue de façon très importante à l'ambiance générale du jeu et à la conception de l'univers.
On sait que l'usine de RuptureFarms, où commence l'aventure, se trouve à proximité de territoires contrôlés par des Mudokons libres, communément appelés Lignes de Monsaic. De ce lieu existent des accès vers un grand désert peuplé de Scrabs : Scrabania, et vers la forêt continentale de Paramonia, infestée de meutes de Paramites. Scrabania et Paramonia contiennent chacun des temples dédiés aux créatures qui les peuplent.

Hormis les lieux cités, le reste d'Oddworld est inconnu, bien que les opus suivants rajoutent chacun de nouveaux environnements.
Les Glukkons dirigent plusieurs exploitations à travers Oddworld, et RuptureFarms n'en est qu'une des plus vastes et des mieux organisées.

### Personnages

#### Abe
L'Odyssée d'Abe ne contient que trois personnages dont le nom est connu, le reste étant seulement composé de gardes ou d'esclaves anonymes. Le héros du jeu est Abe, un Mudokon employé comme balayeur à RuptureFarms. Né en captivité, il n'a strictement aucune idée de l'histoire glorieuse des Mudokons, avant d'être réduits pour une grande partie d'entre eux en esclavage par les Glukkons. Abe est souvent décrit comme maladroit et stupide, à cause de sa nature simple. En plein milieu de son périple, Abe est rejoint par un Elum, créature obéissante et serviable. Cette association devait être à l'origine le départ de l'aventure d'Abe, qui était censé vivre dans la nature avant d'être capturé et emmené dans l'usine pour y servir d'esclave. Les développeurs ont finalement opté pour une naissance en captivité, jugeant que cela renforçait l'histoire en obligeant Abe à devenir autonome et à subvenir lui-même à ses besoins. Le concept initial du jeu fut donc changé. Pour la voix d'Abe, si reconnaissable, ce fut Pierre-Alain de Garrigues qui doubla le personnage principal. Il apparait aussi dans le deuxième volet des aventures d'Abe.

#### Big Face (ou Bi-Face)
Un guide spirituel Mudokon fait son apparition dans le jeu, sous la forme de Big Face (Bi-Face) (« Grand Visage ») le shaman, éminent gourou du peuple, surnommé ainsi à cause de l'énorme masque de bois qu'il arbore toujours. Les pouvoirs de Big Face (Bi-Face) et ses connaissances en font un personnage très important, mais également très mystérieux. Il sauve Abe de la mort et lui confie la mission de sauver les siens prisonniers de RuptureFarms. Il lui propose de lui donner un grand pouvoir lui permettant de l'accomplir, à condition qu'Abe passe les épreuves des Lignes de Monsaic.

#### Molluck
Le principal antagoniste du jeu est le directeur de RuptureFarms : le Glukkon Molluck. Il est obnubilé par le profit et le succès, et est prêt à tout ce qui est en son pouvoir pour l'obtenir. Son empire commercial étant en chute libre à cause du massacre des populations animales servant à fabriquer ses produits, il décide de se lancer dans un nouveau projet : utiliser les esclaves Mudokons de son usine à la place des animaux utilisés d'ordinaire comme matière première pour les produits alimentaires de RuptureFarms et redresser ses affaires en baisse.

### Scénario

Logo de RuptureFarms

L'Odyssée d'Abe commence avec le personnage principal, Abe, prisonnier de l'usine RuptureFarms1029. C'est dans une cellule, attaché par les bras, qu'il raconte son histoire. Lui et beaucoup d'autres Mudokons sont esclaves de Molluck, le Glukkon qui dirige RuptureFarms1029, le plus grand complexe de production de viande sur Oddworld. Abe est un balayeur de 1re classe heureux de son sort et plusieurs fois élu employé du mois.
RuptureFarms rencontre des difficultés, en effet, les ventes de produits déclinent, à cause de l'extermination des espèces entrant dans leur composition. Ainsi, les Meechies, une espèce endémique de la région, a été totalement décimée.

Un soir qu'il travaillait tard, Abe surprit une discussion dans la Salle du Conseil entre les divers Glukkons, qui discutaient des problèmes rencontrés par l'usine. Après avoir fait un topo de la situation délicate dans laquelle RuptureFarms se trouvait, Molluck révéla son nouveau projet, à savoir utiliser les esclaves Mudokons comme nouvel ingrédient des produits à base de viande pour faire repartir les affaires. Abe, terrifié en entendant cela, décida de fuir de l'usine,.
Une fois sorti de l'usine, Abe passa par les enclos à bestiaux, où étaient retenus les rares Scrabs toujours en attente d'être abattus. Dehors, dans la nuit, il remarqua la lune, abimée par un énorme cratère qui avait curieusement la forme de sa main, ce qui devait signifier que les Mudokons étaient le « peuple élu » d'Oddworld. En tentant d'imbriquer sa main dans la forme pour s'assurer de leur similitude, il ne remarqua pas que le sol se dérobait sous ses pieds et fit une terrible chute. Dès qu'il toucha le sol, Big Face, chaman Mudokon, lui apparut en vision.

Le chaman envoya Abe accomplir sa mission : sauver les siens esclaves et « restaurer la terre perdue ». Mais il ne pouvait s'acquitter de cette tâche sans accomplir au préalable les épreuves des Lignes de Monsaic et celles des temples Mudokons de Scrabania et de Paramonia. Abe traversa donc les Lignes de Monsaic, à partir desquelles il accéda à Scrabania, puis à Paramonia, où il passa par deux fois les épreuves avec succès. Après chacune d'elles, il pénétra dans l'autel de Big Face, qui lui tatoua les deux mains, l'une avec un tatouage de Scrab, l'autre avec un tatouage de Paramite.
Dès qu'Abe posséda les deux tatouages, il obtint la possibilité de se transformer en Shrykull, féroce demi-dieu Mudokon, inspirant la crainte et l'amour, capable de détruire tout obstacle sur sa route comme de créer. Avec son pouvoir divin, Abe retourna à RuptureFarms, avec l'espoir de libérer tous les esclaves et d'éliminer Molluck. Il parvint également à stopper la chaîne de production de l'usine, après quoi il accéda à la Salle du Conseil.
Malheureusement pour lui, Abe est surpris et capturé, sans avoir pu éliminer Molluck. Il est pour la première fois retenu prisonnier. Quand Molluck entre dans la cellule et s'apprête à ordonner l'exécution du captif, Big Face est en discussion avec les autres chamans, à l'abri dans les Lignes de Monsaic. Ces derniers lui demandent de sauver Abe, ce que Big Face, avec d'autres chamans, fait en provoquant une terrible tempête au-dessus de RuptureFarms, provoquant des éclairs qui vont s'abattre sur Molluck. Big Face se téléporte alors dans la cellule. Il emmène Abe avec lui dans les Lignes de Monsaic, où il est acclamé par les esclaves qu'il a sauvés, ainsi que par le reste du peuple Mudokon. Molluck survit à la décharge électrique et se cache dans les profondeurs d'Oddworld, préparant son retour.
Si Abe a failli à sa tâche et a sauvé moins de cinquante Mudokons dans son périple, c'est la fin triste qui est révélée, pendant laquelle les chamans des Lignes de Monsaic décident de laisser Abe entre les griffes de Molluck et de ne rien faire pour l'aider. Molluck le tuera sans rencontrer de résistance (coupé en tranches par un hachoir).
| Niveau 1 : RuptureFarms : Abe, au courant du plan de Molluck, doit fuir l'usine à viande de RuptureFarms. |
| Niveau 2 - Fuite de l'enclos : Abe passe par les enclos à bestiaux pour s'échapper de RuptureFarms. Première rencontre avec les Scrabs. |
| Niveau 3 - Lignes de Monsaic : Abe, après avoir vu Big Face en songe, se réveille au beau milieu d'un territoire appartenant aux Mudokons libres. Il doit le traverser et partir soit à Scrabania, soit à Paramonia. Après les épreuves de Paramonia et de Scrabania, Abe y reviendra pour retourner à RuptureFarms. |
| Niveau 4 - Paramonia : Abe doit rejoindre le Temple Mudokon de Paramonia, dédié au culte des Paramites. Pour y parvenir il doit d'abord traverser la grande forêt de Paramonia. |
| Niveau 5 - Temple Paramonien : Le grand Temple Paramonien est dédié au culte des Paramites. Il possède 6 grandes salles qu'Abe doit traverser pour accéder à l'épreuve de Big Face. |
| Niveau 6 - Nid de Paramoniens : Ce court niveau est une épreuve de réflexes et de rapidité. Abe doit traverser un chemin semé d'embûches et de Paramites agressifs pour accéder à l'autel de Big Face, qui le récompensera par le tatouage de Paramite. |
| Niveau 7 - Scrabania : Comme à Paramonia, Abe doit rejoindre le grand Temple. Pour cela, il doit traverser vivant le grand désert de Scrabania. |
| Niveau 8 - Temple Scrabanien : Temple Mudokon dédié au culte du Scrab. Il possède 8 salles qu'Abe doit traverser sain et sauf pour accéder à l'épreuve de Big Face. |
| Niveau 9 - Nid de Scrabaniens : Ce court niveau est à nouveau un parcours semé de pièges et de Scrabs affamés qu'Abe doit éviter pour rejoindre l'autel de Big Face, qui le récompensera du tatouage de Scrab si Abe parvient jusqu'à lui. |
| Niveau 10 - Enclos à bestiaux : Abe, maintenant investi du pouvoir du Shrykull donné par Big Face, doit retourner à RuptureFarms. Il repasse donc par les enclos à bestiaux. |
| Niveau 11 - Zulag 1 : Abe est de retour à RuptureFarms, dans le Zulag du Niveau 1. Il doit sauver les Mudokons qui y sont retenus prisonniers. |
| Niveau 12 - Zulag 2 : Abe doit sauver tous les Mudokons du deuxième Zulag. |
| Niveau 13 - Zulag 3 : Abe doit sauver tous les Mudokons du troisième Zulag. |
| Niveau 14 - Zulag 4 : Le dernier Zulag, Abe doit sauver les derniers Mudokons et rejoindre la Salle du Conseil, où se trouve Molluck. |
| Niveau 15 - Salle du Conseil : Abe doit se dépêcher de rejoindre la salle du Conseil, Molluck ayant activé la commande libérant des gaz mortels dans toute l'usine. Il doit éliminer tous les dirigeants Glukkons et sauver le dernier Mudokon retenu dans l'usine. |
| Épilogue : Abe, malgré sa transformation en Shrykull, ne parvient pas à éliminer Molluck, et est finalement capturé par son ennemi. À partir de là, selon le nombre de Mudokons sauvés (plus ou moins de 50), le jeu propose deux fins : 1. Si plus de 50 Mudokons ont été sauvés, Abe, retenu prisonnier par Molluck, est sauvé au dernier moment par Big Face et les autres shamans Mudokons. Big Face vient en personne chercher Abe et le ramène dans les Lignes de Monsaic. 2. Si moins de 50 Mudokons ont été sauvés, les shamans discutent avec Big Face et lui font part de leur refus de sauver Abe. Ce dernier est précipité dans un déchiqueteur de viande par Molluck. |
| D'après Oddworld : l'Exode d'Abe, Abe a sauvé les 99 Mudokons de RuptureFarms et est en vie dans les Lignes de Monsaic. |

## Système de jeu

### Généralités
L'Odyssée d'Abe est un jeu de plates-formes en deux dimensions, avec plusieurs niveaux eux-mêmes divisés en écrans. Une fois sorti d'un écran, le joueur entre dans un nouveau, avec un environnement différent. Certains écrans ne peuvent être visités par le joueur qu'en empruntant des passages secrets. La plupart de ces écrans contiennent des énigmes et des casses-têtes.
Il est possible de marcher, de s'accroupir, de rouler pour avancer après s'être accroupi (afin de traverser un passage trop étroit pour le faire en étant debout), marcher discrètement, sauter, se hisser sur une plate-forme supérieure, courir, sauter en courant, ramasser des objets et s'en servir comme projectiles, activer divers mécanismes comme des leviers ou encore de chevaucher d'autres créatures. Chacun de ces différents mouvements a une utilité spécifique nécessaire pour avancer dans le jeu.
Parfois, Abe doit toucher un sac, en sautant ou en se hissant dessus. Lorsqu'il est frappé, le sac peut faire tomber soit une pierre, soit un morceau de viande. Les pierres permettent par exemple de faire exploser une mine en la jetant dessus. Les morceaux de viande servent à distraire les Slogs et les Paramites. Des machines existent également dans RuptureFarms, faisant office de distributeurs de grenades. En appuyant sur le bouton, une ou plusieurs grenades émergent d'un tube situé au-dessus du distributeur. Ces grenades ont plusieurs fonctions, notamment celle de détruire tout ce qui se trouve à proximité.
Il n'y a pas de points de vie, un coup reçu tue automatiquement Abe. De même, Abe peut être tué par une haute chute, un piège ou par du gaz mortel. Comme dit plus haut, Abe possède cependant un nombre de vie infini, et est automatiquement ressuscité, le jeu reprenant au dernier point de contrôle atteint (souvent le début du niveau). Leur rareté augmente la difficulté du jeu.
Les sauvegardes s'effectuent par un système de points de contrôle. Quand le personnage est tué, la partie reprend au dernier point de contrôle validé.

### Particularités
Le jeu ne dispose d'aucune barre de vie ni de la moindre indication HUD. Il n y a donc pas d'interface de jeu et les informations didacticielles sont en général inscrites sur des pictogrammes, sur des lucioles à envoûter pour qu'elles forment le message destiné à être lu ou sur des pierres à histoire à activer, qui transmettent diverses informations selon le niveau où le joueur se trouve.

#### Moteur ALIVE et Gamespeak
L'Odyssée d'Abe dispose également d'un moteur de jeu unique, baptisé ALIVE par les développeurs de Oddworld Inhabitants. Ce système de jeu propose une interaction réaliste avec toutes les formes de vie, amies comme ennemies, rencontrées dans le jeu, ainsi qu'une intelligence artificielle très développée. Le principal moteur du système est le Gamespeak, soit une palette de langage propre à plusieurs créatures, permettant de discuter avec elles, ou de les faire parler pour interagir avec le jeu. Le Gamespeak permet d'accomplir de nombreuses actions : réciter un mot de passe, interpeler une autre créature avant de lui donner des instructions.
Le moteur de jeu ALIVE a été récompensé pour son réalisme et la qualité de son intelligence artificielle.

#### Envoûtement
L'envoûtement est une fonction très importante dans Oddworld. Elle permet, en plus de créer des messages avec des lucioles ou d'ouvrir des portails à oiseaux, de libérer divers pouvoirs (Shrykull, anneau de destruction...), ou d'envoûter des Sligs. Il n'est cependant pas possible d'envoûter si un suppresseur d'incantation se trouve à l'écran. En cas de tentative, ce dernier enverra une violente décharge électrique à Abe, stoppant sa manœuvre sans pour autant le tuer (mais perd ses bombes s'il en a, qui explosent au bout d'un moment). Ces suppresseurs sont destructibles. Les Sligs envoûtés présentent des caractéristiques totalement différentes de celles d'Abe. Ils peuvent tirer avec leur fusil et sont donc capables de tuer des ennemis. Ils sont également capables de battre les esclaves qu'ils rencontrent. Cette fonction est simplement destinée à s'amuser et n'a aucune utilité pratique. Ils peuvent, comme Abe, activer des leviers, mais sont incapables de sauter, de se rouler en boule ou de se hisser sur une plate-forme supérieure. En revanche, ils peuvent activer des verrous vocaux (qui sont basés sur le principe de mots de passe du Gamespeak), et, avec le Gamespeak, donner des ordres différents de ceux d'Abe aux Mudokons (comme celui de se baisser pour éviter un tir qui ne leur est pas destiné) ou aux Slogs. Lors de l'envoûtement, les Sligs présents à l'écran courront dans tous les sens en appelant à l'aide, en changeant d'écran si cela leur est permis, annulant du coup l'envoûtement. Si deux Sligs sont au même niveau et que l'un d'eux se fait envoûter, l'autre le tuera immédiatement, et si un Slig remarque Abe pendant la manipulation, il le massacrera aussi. En utilisant une seconde fois la commande d'envoûtement, le Slig sera détruit et le joueur reprendra le contrôle d'Abe. Il se passera la même chose si la créature envoûtée est tuée. Abe est vulnérable lorsqu'il envoûte, et est incapable de se défendre ou d'éviter un piège, et il ne peut pas le faire accroupi ou suspendu à une corniche. L'endroit où il se placera pour envoûter doit donc être choisi avec soin. Les incantations permettent également d'immobiliser les Scrabs ou les Paramites et donc de gagner de précieuses secondes.

#### But du jeu
Le but du jeu est de traverser vivant tous les niveaux, mais en plus de cela, il faut également secourir tous les esclaves Mudokons (99 au total, dont une partie dans les zones cachées à découvrir) pour compléter totalement le jeu. Le Gamespeak est le principal outil permettant d'accomplir cette deuxième tâche, en guidant les Mudokons jusqu'aux portails à oiseaux, cercles magiques délimités par des oiseaux, à activer avec une incantation. Le type des portails peut varier, et il en existe de trois sortes :
- Les portails « normaux » : les plus courants, n'octroyant aucun bonus mais permettant de sauver les Mudokons qui le traversent.
- Les portails « Shrykull » : ces portails présentent une particularité par rapport aux autres. En effet, un chiffre flotte à l'intérieur. Selon la valeur de ce chiffre, Abe devra simultanément sauver autant (ou plus) de Mudokons qu'indiqué sur le portail. Si cela est fait, le bonus du portail s'active et octroie à Abe le pouvoir de se transformer en Shrykull.
- Les portails d'Abe : ces portails spéciaux restent ouverts lorsqu'Abe a achevé son incantation (ce qui n'est pas le cas des autres), lui permettant de les traverser pour se téléporter dans d'autres zones.

Il n'est cependant pas nécessaire de secourir tous les Mudokons pour gagner la partie, mais il est obligatoire d'en sauver au moins cinquante pour voir la cinématique de fin heureuse. Sinon, le joueur accèdera à la fin triste. Beaucoup de zones cachées permettent de libérer des Mudokons de situations particulièrement complexes.

### Interactions avec alliés, ennemis et faune

#### Alliés
Les alliés d'Abe sont les Mudokons, une espèce humanoïde que l'on rencontre dans le jeu soit sous forme d'esclaves à libérer et qui suivent volontiers le joueur maîtrisant le Gamespeak, soit sous la forme de natifs libres venant en aide au joueur. Certains natifs sont armés de lance-pierres, et tueront Abe sans hésitation, à moins qu'il ne soit calme et qu'il récite correctement le mot de passe (combinaisons de répliques du Gamespeak). À certains points du jeu (notamment après avoir activé des portails « Shrykull » en respectant les conditions), et dans la dernière partie du scénario, Abe est en mesure de se transformer en Shrykull, puissant demi-dieu. Cette transformation provoque la destruction immédiate de tout ennemi, suppresseur d'incantation ou bombe présent dans l'écran. Une fois toute menace écartée, Abe retrouve sa forme de Mudokon.
En plus des esclaves, Abe rencontre parfois des dissidents Mudokons, cachés dans l'arrière-plan, qui lui offriront un pouvoir, à condition qu'il les salue. Ces shamans cachés offrent un pouvoir permettant, en faisant une incantation, de libérer une onde rouge détruisant toutes les bombes situées sur l'écran.
Abe peut également compter sur l'aide des Elums, créatures bipèdes servant de monture et sensibles au Gamespeak. Les Elums, une fois montés, permettent à Abe de se déplacer plus vite et d'effectuer des sauts plus lointains. Ils suivent Abe, sauf si du miel se trouve à l'écran de jeu, auquel cas ils se dirigeront vers lui pour en manger. S'il est attaqué par des abeilles protégeant le miel, il s'enfuira vers une zone sûre. Il s'agit d'ailleurs du seul moyen de l'éloigner du miel. Il est possible de faire tomber un nid d'abeilles en lançant une pierre dessus. L'Elum peut être appelé au moyen d'une cloche spéciale à activer.

#### Ennemis
Les principaux ennemis d'Abe sont les Sligs, créatures à moitié robotiques engoncées dans des prothèses mécaniques faisant office de jambes et armés de fusils. Les Sligs peuvent être envoûtés par le joueur, qui utilisera le Slig et son arme. Ils sont incapables de voir dans le noir, ce qui permet à Abe de se dissimuler, à condition qu'il ne fasse aucun bruit. Les Sligs sont parfois accompagnés de Slogs, créatures canines bipèdes sans yeux. Ces derniers sont hargneux et attaquent n'importe quoi, sauf si un Slig leur donne l'ordre contraire. Néanmoins, à la fin du jeu, on remarquera que certains Slogs semblent dressés pour attaquer n'importe quelle créature sans distinction et n'obéissent pas aux ordres des Sligs. Abe peut distraire les Slogs en leur lançant des morceaux de viande. Il peut également, de la même façon, les précipiter dans des pièges mortels.
Les Glukkons apparaissent ponctuellement, généralement dans les cinématiques, et sont représentés comme des hommes d'affaires peu scrupuleux obnubilés par le profit. Ils donnent des ordres aux Sligs et aux esclaves Mudokons.

#### Faune
La faune sauvage est constituée par les Scrabs et les Paramites. Les Scrabs sont des carnivores quadrupèdes privés de membres supérieurs vivant dans des régions désertiques. Si deux Scrabs se rencontrent, ils s'engagent dans un féroce combat à mort dont l'un sortira vainqueur. La rivalité des Scrabs permet au joueur d'en tirer profit, car ces derniers se préoccuperont d'abord de leur adversaire avant d'attaquer Abe. Les Scrabs étant très rapides, il est impossible de les distancer, et ils rattrapent Abe si celui-ci fuit trop longtemps sans se mettre à l'abri.
Les Paramites sont des créatures ressemblant à des araignées quadrupèdes, chassant en meute. Ces créatures utilisent des toiles pour se hisser sur des plates-formes supérieures. Seuls, les Paramites attaquent rarement Abe, préférant que le joueur les suive pour les conduire dans des embuscades. À plusieurs, les Paramites poursuivront immédiatement Abe, sans tenter de le piéger, qui devra donc leur échapper. Comme les Slogs, les Paramites peuvent être distraits ou piégés en leur lançant des morceaux de viande.
Il existe également des abeilles, analogues à celles qu'on peut trouver sur Terre, qui, lorsqu'elles sont agressives, ont tendance à se regrouper en essaim et à poursuivre Abe. Le seul moyen de s'en débarrasser est de les envoyer sur quelqu'un d'autre, comme un Mudokon ou un Elum qui se trouvent sur le chemin. Les abeilles sont également les seules créatures capables d'éloigner un Elum d'une flaque de miel. En essaim, ces abeilles sont capables de tuer un Paramite.
On peut trouver des oiseaux dans le jeu. Hormis ceux qui forment des portails de téléportation, ils font généralement partie du décor. Les oiseaux s'enfuient lorsqu'on les approche, lorsqu'un Slig tire, et après une explosion.
Enfin, on trouve également une race de chauve-souris, généralement isolées. Malgré leur aspect inoffensif, leur contact est létal. La première chauve-souris croisée sera ainsi accompagnée d'un message de lucioles prévenant du danger qu'elles représentent, et tuera Abe à la fin du message.
Les chauve-souris suivent en permanence un parcours prédéfini, et serviront généralement à augmenter la difficulté d'un obstacle.

## Histoire du développement
Le développement de l'Odyssée d'Abe a démarré en janvier 1995 sous le nom de code SoulStorm. Avec l'acquisition des droits sur le jeu par GT Interactive le 12 septembre 1996, il est rebaptisé Oddworld: Abe's Oddysee. Le nom SoulStorm n'est pas abandonné pour autant et deviendra le nom de la bière SoulStorm, dans l'Exode d'Abe. Une démonstration privée est rapidement organisée pour le jeu à l'E3 1996, mais aucune nouvelle information ne circulera jusqu'à l'E3 1997, où il reçoit majoritairement une bonne réception des journalistes. La version du jeu présentée à l'E3 1997 est à quelques détails près similaire à la version finale car L'Odyssée d'Abe aurait eu, laisse-t-on penser, un cycle de développement assez lent.
La première version du jeu est publiée le 19 septembre 1997 à destination de la PlayStation et de Windows. Ce vendredi fut baptisé « Odd Friday » (littéralement « vendredi bizarre ») conjointement par le développeur et l'éditeur. Plus de 500 000 exemplaires du jeu sont mis ce jour en circulation dans le monde, et la version japonaise suit en octobre.

## Réception critique

### Éloges
| Critiques de la presse spécialisée |                                 |
| Revue/Site                         | Note                            |
| AN GameSpot                        | 8,4 sur 10 (PS) 8,1 sur 10 (PC) |
| AN GamePro                         | 9 sur 10                        |
| EUR Edge                           | 8 sur 10                        |
| EUR IGN                            | 7,5 sur 10                      |
| FR Joypad                          | 94 sur 100                      |
| FR Joystick                        | 85 sur 100 (PC)                 |

Depuis sa sortie en 1997, le jeu reçoit de nombreuses critiques positives. Le magazine Edge décrit le jeu comme « un excellent jeu de plates-formes innovant et avec un excellent character design ». GameSpot donne 8,4/10 à la version PlayStation et le décrit comme « le jeu de plates-formes idéal, combinant action et puzzles à la perfection pour faire le jeu intelligent, engagé, et surtout, amusant ». Animation World Magazine applaudit plusieurs aspects du jeu, affirmant que « le jeu avait parmi les meilleurs graphismes et animations jamais vus » et commente « son gameplay sophistiqué ». Plus tard, en 2014, Marcus note positivement les dialogues interactifs.
Les graphismes sont considérés comme excellents par de nombreux magazines, et malgré le fait que le jeu soit en 2D, il possède des éléments graphiques appartenant à la 3D. PC Zone remarque que « les développeurs avaient créé un superbe environnement visuel pour qu'Abe s'y promène », et GamePro décrit les graphismes comme « tape-à-l'œil ». The Adrenaline Vault offre un 5/5 et applaudit les graphismes comme une « parfaite création digitale ».
L'univers sonore du jeu est également très apprécié. GameSpot lui décerne un 9/10. D'autres magazines signalent que « la composition est prodigieuse, la qualité de la bande-son des cinématiques remarquable et que la musique accompagnant les animations est magnifique ».

### Critiques négatives
La plupart des critiques négatives du jeu sont axées sur le système de sauvegarde. Edge ajoute que « Oddworld demande un certain niveau d'engagement pour progresser ». Le Science Fiction Weekly écrit que « le gameplay innovant crée une courbe d'apprentissage raide. La difficulté initiale du jeu est aggravée par un système de sauvegarde qui peut obliger à refaire plusieurs fois des sections difficiles ». The Adrenaline Vault signale que « malgré le nombre illimité de vies, il peut être extrêmement frustrant de refaire la même séquence de jeu un milliard de fois parce qu'une simple erreur cause un retour au début du challenge » et PC Zone note que « la progression semble basée sur la tentative et l'erreur, ce qui implique de rejouer les niveaux et de serrer les dents. Tout cela peut être souvent frustrant, surtout quand Abe revient au début du niveau dès qu'il meurt ». La suite directe de l'Odyssée, l'Exode d'Abe, intègre un système nommé Quicksave en plus de la sauvegarde normale permettant, lors du passage dans un niveau, de revenir au dernier Quicksave à chaque mort, rendant les points de contrôle inutiles.

### Prix reçus
Malgré quelques critiques négatives, le jeu remporte de nombreux prix, incluant le Prix Nobel du PC Computing Magazine de décembre 1997, l'E3 Showstopper de GamePro en août 1997, et le prix de la meilleure réalisation lors du Festival Mondial de l'Animation 1997.

## Versions alternatives

### Version japonaise
Pour la sortie japonaise, le nom du jeu fut changé en Abe a GoGo par l'éditeur SoftBank, qui s'est chargé de la distribution nippone et seule la version PlayStation fut d'abord sortie, le 11 décembre 1997. D'autres changements furent apportés, notamment dans le logo Mudokon Pops! présent dans le jeu, et représentant une tête de Mudokon transpercée par une pique. À la place, la version japonaise montre une version plus « joyeuse », sous la forme d'un bâtonnet de glace de la même couleur qu'un Mudokon, avec des yeux et les lanières de cuir croisées que possèdent tous les Mudokons esclaves autour de la bouche. Le design d'Abe et des autres Mudokons fut lui aussi modifié. En effet, certains Japonais auraient été offensés par le fait que les Mudokons possèdent 4 doigts, à cause d'une historique classe sociale japonaise d'emballeurs de viande qui était considérée comme inférieure dans la société. Avoir 4 doigts, ou en présenter 4 à une autre personne revient au Japon à insinuer qu'on appartient à cette classe, car il est devenu symbolique pour les emballeurs de viande de perdre un doigt dans un accident de travail. On peut également faire un parallèle avec le yubitsume des yakuzas japonais. Oddworld Inhabitants dut donc changer les mains des Mudokons pour mettre 3 doigts.
La version PC sort quant à elle le 23 février 2001.
Le développeur fit des designs modifiés un modèle permanent, et dans les versions ultérieures du jeu en dehors du Japon, c'est le modèle à 3 doigts et un changement du packaging qui fut placé. Les jeux et médias suivants considérèrent ces changements comme un nouveau canon.

### Cinématique de l'«Ange Gardien»
Sur les versions PlayStation (excepté au Japon) du jeu, si le joueur a sauvé les 99 Mudokons du jeu, une nouvelle cinématique de fin supplémentaire, nommée « Ange Gardien », en complément de la fin heureuse, est débloquée, durant laquelle on voit Abe harcelé par une étrange machine nommée « The Shrink » et dotée d'une intelligence artificielle surdéveloppée. La vidéo est remarquable pour son exclusivité PlayStation (la version PC ne la contient pas), et pour sa présentation d'un personnage totalement nouveau dans l'univers d'Oddworld.
The Shrink était visiblement un personnage d'une campagne de publicité antérieure à la sortie du jeu, qui devait inclure des apparitions télévisuelles, et qui aurait été finalement abandonnée.

### Oddworld: New 'n' Tasty!
Une recréation du jeu intitulée Oddworld: New 'n' Tasty! est sortie en 2014.